# Game Theater XP
Game Theater XP (zkráceně GTXP) je zvuková karta od společnosti Hercules určená pro IBM PC kompatibilní počítače. Na trh byla poprvé uvedena ve Spojených státech v roce 2001. Založena na zvukovém čipu Crystal CS4630 SoundFusion s řadičem sběrnice PCI, podporuje vícekanálový zvuk (až 5.1) s 3D efekty. Je plně duplexní, má hardwarový dekodér MP3 souborů, splňuje standard AC'97. Pomocí kabelu je karta sama propojena s breakout boxem. Ten je vybaven analogovými výstupy, digitálními vstupy a výstupy (optickými a cinchy), MIDI vstupy a výstupy (DIN 5/180°), mikrofonním a stereo analogovými linkovými vstupy, sluchátkovým výstupem, dále dvěma dvojicemi USB (1.1) konektorů a game portem. Také jsou přítomny LED kontrolky a regulátor intenzity.